# Villa Tunari
Villa Tunari é uma localidade e município da região central da Bolívia, localizado na província do Chapare do departamento de Cochabamba. A localidade está a 160 km ao nordeste da cidade de Cochabamba, pela qual está unida através de rodovias. O município tem uma superfície de 11.095 km² e conta com uma população de 71.386 habitantes (segundo ao censo de 2012). Faz fronteira ao norte com o departamento de Beni, ao leste com a província de José Carrasco, ao sul com a província de Tiraque, ao sudoeste com os municípios de Colome e Sacaba e a província de Quillacolló e ao oeste com a província de Apopaya.
Pelo município se passa a rodovia asfaltada Ruta 4, que atuamente está sendo ampliada para via dupla. Esta rodovia conecta Villa Tunari com Cochabamba ao oeste e Santa Cruz de la Sierra ao leste.

## Demografia
A maior parte da população tem ascendência quechua e os idiomas mais falados são o castelhano e o quechua.
A projeção da população para 2020 é de 79.523 habitantes.

## Agricultura
Grande parte da economia de Villa Tunari se baseia na agricultura, sendo a banana-da-terra o seu principal produto a ser cultivado, sendo seguido pela banana-nanica, a laranja, a mandioca e a tangerina.

## Economia
Diferentemente das maiores cidades bolivianas, em Villa Tunari há uma predominância do setor primário quem 76,4% da população laboral contida nela, o secundário conta apenas com 3,6% e o terciário com 21,6%.
Em 2009 foi assinado um protocolo em Villa Tunari sobre o financiamento brasileiro da rodovia San Ignácio de Moxos.
Os agricultores no geral constam como 75,1% dos empregados, havendo pouco espaço para trabalho que envolva comércio ou indústria. 

## Geografia
De acordo com a classificação climática de Köppen-Geiger a cidade se encontra numa região de floresta chuvosa tropical (Af), justificando seu clima quente, úmido e chuvoso, com um solo propenso à agricultura.

## Clima
| Dados climatológicos para Villa Tunari | Dados climatológicos para Villa Tunari | Dados climatológicos para Villa Tunari | Dados climatológicos para Villa Tunari | Dados climatológicos para Villa Tunari | Dados climatológicos para Villa Tunari | Dados climatológicos para Villa Tunari | Dados climatológicos para Villa Tunari | Dados climatológicos para Villa Tunari | Dados climatológicos para Villa Tunari | Dados climatológicos para Villa Tunari | Dados climatológicos para Villa Tunari | Dados climatológicos para Villa Tunari | Dados climatológicos para Villa Tunari |
| Mês                                    | Jan                                    | Fev                                    | Mar                                    | Abr                                    | Mai                                    | Jun                                    | Jul                                    | Ago                                    | Set                                    | Out                                    | Nov                                    | Dez                                    | Ano                                    |
| -------------------------------------- | -------------------------------------- | -------------------------------------- | -------------------------------------- | -------------------------------------- | -------------------------------------- | -------------------------------------- | -------------------------------------- | -------------------------------------- | -------------------------------------- | -------------------------------------- | -------------------------------------- | -------------------------------------- | -------------------------------------- |
| Temperatura máxima média (°C)          | 31,9                                   | 31,5                                   | 31,1                                   | 29,6                                   | 29                                     | 28,2                                   | 28,3                                   | 30,6                                   | 32,3                                   | 32,6                                   | 32,9                                   | 32,3                                   | 32,9                                   |
| Temperatura média (°C)                 | 27                                     | 26,8                                   | 26,6                                   | 25,4                                   | 23,5                                   | 22,2                                   | 21,5                                   | 23,2                                   | 25,3                                   | 26,8                                   | 27                                     | 27,1                                   | 25,2                                   |
| Temperatura mínima média (°C)          | 22,1                                   | 22,2                                   | 22,2                                   | 20,2                                   | 18                                     | 16,2                                   | 14,7                                   | 15,9                                   | 18,3                                   | 21                                     | 21,1                                   | 21,9                                   | 14,7                                   |
| Precipitação (mm)                      | 606                                    | 523                                    | 500                                    | 303                                    | 214                                    | 160                                    | 114                                    | 114                                    | 151                                    | 279                                    | 336                                    | 501                                    | 3 801                                  |
| Fonte:                                 |                                        |                                        |                                        |                                        |                                        |                                        |                                        |                                        |                                        |                                        |                                        |                                        |                                        |